# Zuzana Špidlová
Pour les articles homonymes, voir Špidlová.
Zuzana Špidlová, née Kirchnerová le 29 avril 1978 à Sokolov (Tchéquie), est une réalisatrice et scénariste tchèque.

## Vie personnelle
En 2008, elle est diplômée de la Faculté de droit de l'Université Charles de Prague (Mgr., droit et jurisprudence). La même année, elle obtient son baccalauréat en réalisation à la FAMU (C.-B.).
Son mari, depuis 2008, est le monteur Šimon Špidla (fils du politicien Vladimír Špidla, petit-fils de l'acteur et réalisateur Václav Špidla), avec qui elle a également collaboré sur son film de fin d'études Bába (où elle est toujours montrée sous son nom de jeune fille).
En mai 2009, son court métrage de fin d'études Bába remporte le Section Cinéfondation au Festival du film de Cannes.

## Filmographie
Courts métrages
- 2004 : Bez konce
- 2004 : Zadejte se
- 2004 : Doma
- 2006 : Naděje zítřka
- 2008 : Bába (cs)

Longs métrages
- 2025 : Karavan

## Récompenses et distinctions
- Zuzana Špidlová : Récompenses, sur l'Internet Movie Database